# Blommersia galani
Blommersia galani es una especie de anfibio anuro de la familia Mantellidae.

## Distribución geográfica
Esta especie es endémica de Madagascar. Habita en la isla Sainte-Marie y entre Tampolo y Foulpointe.

## Descripción
Las 21 muestras masculinas observadas en la descripción original miden entre 19.0 mm y 24.2 mm de longitud estándar y las 2 muestras femeninas observadas en la descripción original miden entre 20.8 mm y 24.3 mm de longitud estándar.

## Etimología
Esta especie lleva el nombre en honor a Pedro Galán.

## Publicación original
- Vences, Köhler, Pabijan & Glaw, 2010 : Two syntopic and microendemic new frogs of the genus Blommersia from the east copast of Madagascar. African Journal of Herpetology, vol. 59, p. 133-156.[4]